# Иоганн VI Амбунди
Иоганн VI Амбунди (варианты написания фамилии: Abundi, Ambundij, Habundi, Habindi, Habendi; скончался 14 мая или 16 июня 1424 года) — немецкий церковный деятель; с 1416 года — епископ Кура, с 1418 года — архиепископ Риги.

## Происхождение, образование, посты
Дата рождения Иоганна Амбунди точно неизвестна, но впервые документальное упоминание о нём фиксируется в 1384 году, когда оговаривалось его происхождение, предположительно, из города Швана (в районе Штеттина), что находился в Померании. В 1391 году Иоганн получает степень бакалавра юридических наук в Пражском университете. Позже он получает степень доктора в области священного писания и канонического права. С 1394 по 1399 год он занимает должность главного викария в епископстве Бамберга. С 1401 года — генеральный викарий в Шпейере; с 1408 года — в Вюрцбурге. В 1412 году по приказу епископа Бамберга он входит в число визитаторов (одна из церковных должностей) шотландского монастыря Святой Эгидии в Нюрнберге.

## Участие в соборе в Констанце
Будучи каноником города Айхштета и пробстом баварского города Херридена, он вместе с епископом Айхштета смог принять активное участие в Констанцском соборе в 1414 и 1415 году. Там он на дипломатическом уровне последовательно отстаивал интересы своих епархий, постоянно участвуя в переговорах с комиссарам и депутатами от различных католических епархий Европы.

## Участие в выборах папы Мартина V
27 ноября 1416 года он был избран епископом Кура. Его избрание было подтверждено майнцским епископом Иоганном II. В следующем году 13 марта состоялось торжественное посвящение Иоганна Амбунди в должность в Хеппенхайме. Вскоре после успешного избрания Амбунди вернулся к деятельности в рамках собора в Констанце. В это время на соборе велись ожесточённые споры по поводу легитимности понтифика, которых на этот момент было целых три (Бенедикт XIII, Григорий XII и Иоанн XXIII) и каждый пытался заручиться поддержкой максимального числа влиятельных европейских религиозных деятелей и светских правителей. На соборе итальянцы вступили в переговоры с французами и испанцами для скорейшего избрания нового папы, в то время как представители Германии настаивали на предварительном реформировании церкви перед проведением выборов понтифика. Немецкие кардиналы привлекли на свою сторону Иоганна V Валленроде, рижского архиепископа, также как и Иоганна Амбунди и, оказывая влияние на императора Сигизмунда I и его придворных, добились избрания в понтифики того кандидата, который их устраивал более остальных. Известно, что Иоганн Амбунди, будучи настойчивым и хитрым переговорщиком, оказал решающее влияние на Сигизмунда с тем, чтобы тот инициировал выборы папы.11 ноября 1417 года после единодушного голосования 23 кардиналов и 30 представителей «христианских наций» папой был провозглашён Оддоне Колонна под именем Мартин V, а Бенедикт, представитель авиньонской ветви, был низложен. Папа Мартин, не имея высокого статуса в иерархии католической церкви, за несколько дней прошёл все ступени восхождения к папскому престолу (от дьякона до епископа), что было беспрецедентным событием в истории Ватикана.

## Вступление в должность в Риге
В следующем году покровитель Амбунди Иоганн Валленроде по собственному желанию получил денежную епархию в Льеже и оставил должность рижского архиепископа. 11 июля 1418 года Иоганн Валленроде подал императору Сигизмунду I письмо с рекомендациями назначить следующим архиепископом Иоганна Амбунди. Император дал указание Мартину V решить этот вопрос в его пользу и тот назначил Иоганна преемником ушедшего в Алкен Иоганна Валленроде. В это время Иоганн Амбунди находился в Любеке по клерикальным делам, и сразу же после известия о назначении сел на корабль и отправился в Ригу. Уже 13 октября 1418 года он принял деятельное участие в мирных переговорах между руководителем Тевтонского ордена Михаилом Кюхмайстером фон Штернбергом и польским королём Ягайло, которые прошли в Вильне. По всей видимости, Амбунди не был доволен своей скудной на ресурсы и богатство епархией на севере Европы и был бы счастлив получить более процветающее Бриксенское епископство. В то же время не все члены немецкого ордена были довольны решение папы назначить Иоганна Амбунди архиепископом. Считалось, что Амбунди был очень жёстким и самолюбивым человеком и проявлял недовольство в случае неподчинения, но ещё большее беспокойство руководства Ливонского ордена вызывало то, что Иоганн давал присягу на верность представителям императора Сигизмунда (который был светским правителем) и привёл с собой в Ливонию людей из своего ближайшего окружения, которым доверял. Орден же стремился получить Ливонию в своё неограниченное владения и не был заинтересован в сильной архиепископской власти на месте. Орден испытывал страх, что Амбунди будет действовать самостоятельно и, будучи ставленником и доверенным лицом императора, даже будет предпринимать попытки дискредитировать орден в глазах правителя Священной Римской империи. Это недоверие в целом было оправдано. Его влиянием можно объяснить принятие 14 января 1423 года закона об отмене прежнего постановления папы Бонифация IX о подчинении домской церкви в Риге Ливонскому ордену. Эта политика противодействия вызывала беспокойство орденских властей в Терра Мариана.

## Созыв первого ландтага
В 1420 году Иоганн Амбунди, будучи недовольным постоянными претензиями и подозрениями со стороны руководства Ливонского ордена, решил созвать первый в истории Ливонии ландаг — сословно-представительское собрание ливонских аристократов и рыцарей; с помощью этого органа власти, который должен был оставаться под его контролем, Амбунди стремился ограничить влияние Ливонского ордена и консолидировать экономическую власть. До этого представители разных сословий всегда собирались по отдельности.

## Идея создания Ливонской конфедерации
В 1424 году Иоганн VI Амбунди выступил с идеей создания Ливонской конфедерации. Суть этого политического объединения заключалась в заключении долговременного торгово-политического союза между иерархами римско-католической церкви, Ливонского ордена, бюргерского населения Риги и других влиятельных торговых городов. На практике к идее конфедерации благосклонно отнеслись епископы Дорпата, Куронии и Вика, а также отдельные представители Ливонского ордена и рижского рата, но юридически сформировать конфедерацию удалось только через 11 лет после того, как орден потерпел суровое поражение в битве при Вилькомире.

## Другие дела
В других случаях Иоганн VI Амбунди тоже не являлся послушным инструментов в руках ордена. В 1421 году папа Мартин отправил судью в Швецию для решения продолжительного противостояния между королём Эриком XIII Померанским и архиепископом Уппсалы Йонсом Ерекессоном. Оправившись после болезни, Иоганн Амбунди сам прибыл в Швецию и принял участие в решении спора. В 1422 году он пытался созвал совещание прусских епископов, на котором также хотел подчинить их своему влиянию, но он не состоялся, видимо, из-за противодействия магистра Ливонского ордена Зигфрида Ландера фон Шпонхейма.